# Ministerium für Gesundheit, Emanzipation, Pflege und Alter des Landes Nordrhein-Westfalen

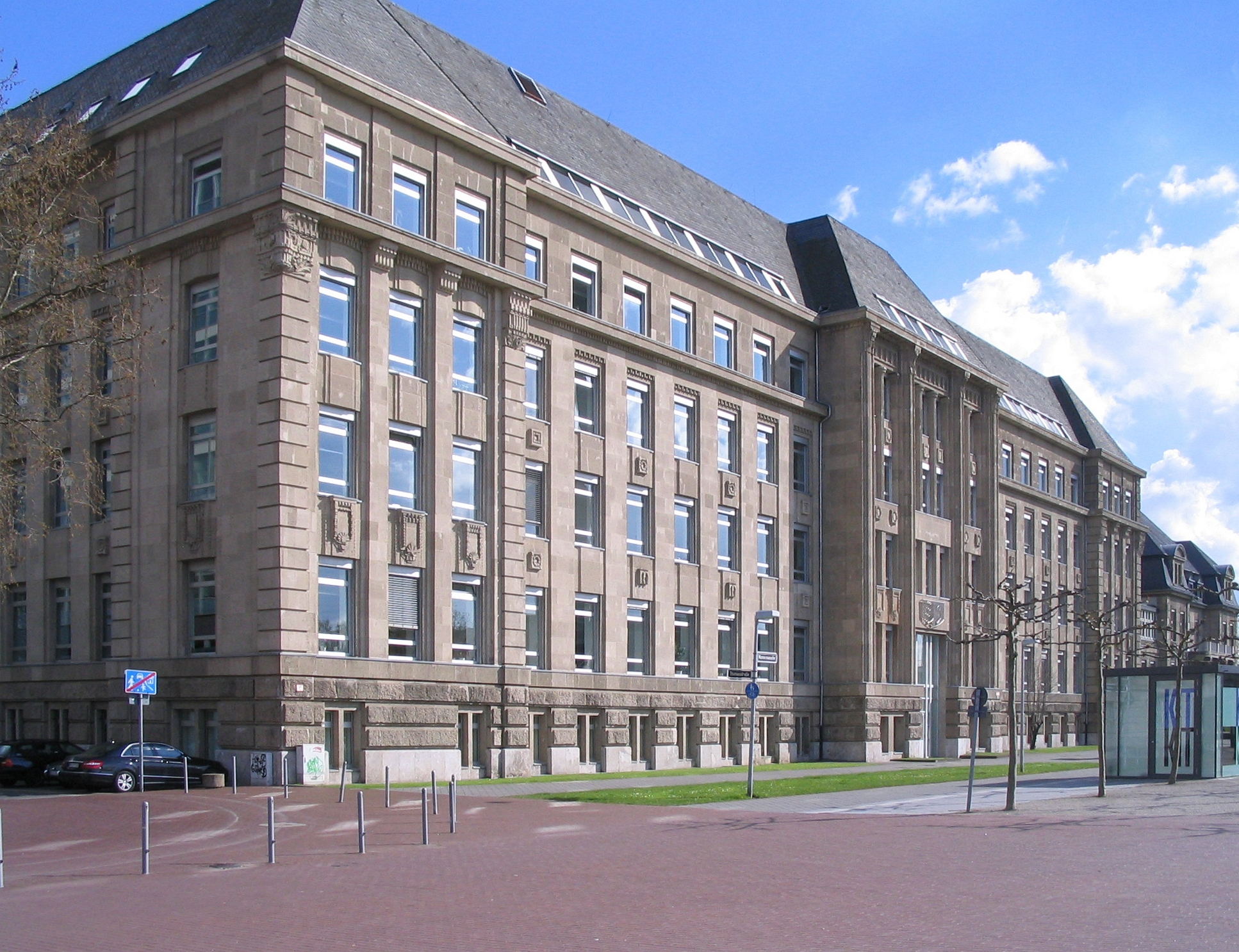
Sitz des Ministeriums im Landeshaus Düsseldorf

Das Ministerium für Gesundheit, Emanzipation, Pflege und Alter des Landes Nordrhein-Westfalen (Abkürzung: MGEPA NRW) war eines von zwölf Ministerien in der Landesverwaltung des deutschen Landes Nordrhein-Westfalen. Mit Bildung des Kabinett Laschet wurde das Ministerium im Juni 2017 in seiner vorherigen Form aufgelöst und auf verschiedene andere Häuser aufgeteilt. Unter anderem entstand ein neues Ministerium für Heimat, Kommunales, Bauen und Gleichstellung des Landes Nordrhein-Westfalen und das Ministerium für Arbeit, Gesundheit und Soziales.

## Geschichte
Ursprünglich wurde der Bereich Gesundheit 1970 innerhalb des heutigen Ministerium für Arbeit, Gesundheit und Soziales geschaffen und 1998 ausgelagert und mit dem 1990 geschaffenen Ministerium für die Gleichstellung von Frau und Mann zusammengelegt. Das entstandene Ressort nahm damals auch noch die Aufgaben des Ministeriums für Familie, Kinder, Jugend, Kultur und Sport wahr. Der Zuschnitt änderte sich in den Folgejahren mehrfach, zuletzt 2010.
Mit Bildung des Kabinett Laschet wurde das Ministerium 2017 in seiner seit 2010 existierenden Form aufgelöst und auf verschiedene andere Häuser aufgeteilt. Das bereits 2005–2010 unter dem Kabinett Rüttgers existierende Ministerium für Arbeit, Gesundheit und Soziales wurde nach dessen Aufteilung unter der Regierung Kraft wiederhergestellt. Die Gleichstellungspolitik wurde dem von der Koalition aus CDU und FDP neu geschaffenen Ministerium für Heimat, Kommunales, Bauen und Gleichstellung des Landes Nordrhein-Westfalen übertragen – diese lag vor dem Regierungsantritt der Koalition aus SPD und Grünen 2010 beim Ministerium für Generationen, Familie, Frauen und Integration des Landes Nordrhein-Westfalen.

## Aufgaben
Das Ministerium für Gesundheit, Emanzipation, Pflege und Alter hatte die Aufgabe, die gesundheitlichen Lebensbedingungen der Menschen in Nordrhein-Westfalen mitzugestalten.
Darüber hinaus führte das Ministerium als für die Sozialversicherung zuständige oberste Verwaltungsbehörde des Landes die Rechtsaufsicht gem. § 87 Abs. 1 SGB IV über die landesunmittelbaren Sozialversicherungsträger im Bereich der Kranken- und Pflegeversicherung in Nordrhein-Westfalen, die ihre Aufgaben als Körperschaften des öffentlichen Rechts mit Selbstverwaltung in eigener Verantwortung wahrnehmen. Die Aufsicht über die landesunmittelbaren Träger der Renten- und Unfallversicherung führte das Ministerium für Arbeit, Integration und Soziales des Landes Nordrhein-Westfalen.
Weiterhin prüfte das Ministerium nach den §§ 274 bzw. 281 Abs. 3 SGB V und § 46 Abs. 6 SGB XI die Geschäfts-, Rechnungs- und Betriebsführung der landesunmittelbaren Krankenkassen, Pflegekassen und der Landesverbände der Kranken- und Pflegeversicherung. Außerdem prüfte es die Medizinischen Dienste der Krankenversicherung (MDK), der Kassenärztlichen und Kassenzahnärztlichen Vereinigungen, die Ausschüsse und Geschäftsstellen nach § 106 SGB V sowie Teilbereiche des Risikostrukturausgleichs bei den landesunmittelbaren Krankenkassen.
Das Ministerium hatte seinen Sitz in Düsseldorf.
Amtsleiter des Ministeriums waren von Juli 2010 bis Juni 2017 die Gesundheitsministerin Barbara Steffens (Bündnis 90/Die Grünen) und die Staatssekretärin Martina Hoffmann-Badache.

## Geschäftsbereich
Zum Geschäftsbereich gehörten
- der Landesbeauftragte für den Maßregelvollzug,
- das Landeszentrum Gesundheit Nordrhein-Westfalen,
- die Geschäftsstelle der Stiftung Wohlfahrtspflege Nordrhein-Westfalen sowie
- die Zentralstelle der Länder für Gesundheitsschutz bei Arzneimitteln und Medizinprodukten.

## Gesundheitsminister seit 1970
| Name                                                    | Amtsantritt                                  | Kabinett                                     | Partei                                       |
| Minister für Arbeit, Gesundheit und Soziales            | Minister für Arbeit, Gesundheit und Soziales | Minister für Arbeit, Gesundheit und Soziales | Minister für Arbeit, Gesundheit und Soziales |
| ------------------------------------------------------- | -------------------------------------------- | -------------------------------------------- | -------------------------------------------- |
| Werner Figgen                                           | 28. Juli 1970                                | Kühn II                                      | SPD                                          |
| Friedhelm Farthmann                                     | 4. Juni 1975 20. September 1978 29. Mai 1980 | Kühn III Rau I Rau II                        | SPD                                          |
| Hermann Heinemann                                       | 30. Mai 1985 12. Juni 1990                   | Rau III Rau IV                               | SPD                                          |
| Franz Müntefering                                       | 17. Dezember 1992 17. Juli 1995              | Rau IV Rau V                                 | SPD                                          |
| Axel Horstmann                                          | 1. November 1995                             | Rau V                                        | SPD                                          |
| Minister für Frauen, Jugend, Familie und Gesundheit     |                                              |                                              |                                              |
| Birgit Fischer                                          | 17. Juni 1998 27. Juni 2000                  | Clement I Clement II                         | SPD                                          |
| Minister für Gesundheit, Soziales, Frauen und Familie   |                                              |                                              |                                              |
| Birgit Fischer                                          | 12. November 2002                            | Steinbrück                                   | SPD                                          |
| Minister für Arbeit, Gesundheit und Soziales            |                                              |                                              |                                              |
| Karl-Josef Laumann                                      | 24. Juni 2005                                | Rüttgers                                     | CDU                                          |
| Minister für Gesundheit, Emanzipation, Pflege und Alter |                                              |                                              |                                              |
| Barbara Steffens                                        | 15. Juli 2010                                | Kraft I Kraft II                             | Grüne                                        |
| Minister für Arbeit, Gesundheit und Soziales            |                                              |                                              |                                              |
| Karl-Josef Laumann                                      | 30. Juni 2017 28. Oktober 2021 29. Juni 2022 | Laschet Wüst I Wüst II                       | CDU                                          |